# Clive Riche
Clive Riche (* 13. Dezember 1952 in Leeds) ist ein britischer Schauspieler und Musiker.

## Leben
Der in seiner Kindheit kränkelnde Riche probierte sich in vielen Sportarten aus, ließ sich an der „Drama und Music School“ seiner Heimatstadt ausbilden und begann seinen beruflichen Werdegang als Sprecher, Redakteur, Produzent und Autor für die BBC. Auch als Musiker arbeitend Riche begann seine Karriere als Filmdarsteller 1990 und war seither in über dreißig Nebenrollen meist italienischer Produktionen zu sehen. Nach einer Auszeit war er ab den späten 1980ern im Musik- und Unterhaltungsgeschäft tätig, oft trat er mit der Kabarettgruppe „The Mighty Honky Calypso Band“ auf. Nachdem ihn Fernsehregisseur John Guilbert als Hauptdarsteller in einem Werk über Singende Telegrammboten besetzt hatte, erlangte Riche die Aufmerksamkeit eines in Italien ansässigen Produzenten, wo er sich bald auch niederließ und bis 2013 in über dreißig Nebenrollen zu sehen war, worunter sich einige interessante Genrefilme befinden. Daneben wirkte er für das Radio, als Sprecher für diverse Auftraggeber und gab zahlreiche Jazzkonzerte.
2003 wurde die Jazz-CD „Fregene Beach“ von „Clive Rich & The Beach Band“ veröffentlicht.

## Filmografie (Auswahl)
- 1990: Contaminator (Terminator II)
- 1991: Diagnose: positiv (Errore fatale) (Fernsehfilm)
- 1992: Dolphin Girl (Azzurro profondo)
- 1992: Due vite un destino (Fernseh-Mehrteiler)
- 1993: Prova di memoria
- 1993: Die Rache des weißen Indianers (Jonathan degli orsi)
- 1994: DellaMorte DellAmore
- 1995: Io no spik inglish
- 1996: Die Rückkehr des Sandokan (Il ritorno di Sandolak) (Fernseh-Mehrteiler)
- 2013: Romeo and Juliet